# Spermophilus relictus
Spermophilus relictus е вид бозайник от семейство Катерицови (Sciuridae).

## Разпространение
Видът е разпространен в Казахстан, Киргизстан и Узбекистан.